# MTV Live
MTV Live (anteriormente Music: High Definition e depois, Palladia) é um canal de propriedade da MTV Entertainment Group, uma unidade da ViacomCBS Domestic Media Networks, divisão da Viacom. O canal transmite programas relacionados à música dos canais MTV, VH1 e CMT.